# 1968 en Bretagne
 Chronologie de la Bretagne
- 1964
- 1965
- 1966
- 1967
- 1968
- 1969
- 1970
- 1971
- 1972

Cette page recense des événements qui se sont produits durant l'année 1968 en Bretagne.

## Société

### Naissance
- 9 mars à Brest : Sébastien Audigane, skipper et navigateur professionnel français spécialiste de la course au large.

### Décès
- 9 janvier : Louis Aubert, compositeur et pianiste[1].

## Sports
- 25 août : Inauguration du Stade de Penvillers, à Quimper.